# Grüne Tomaten (Roman)
Grüne Tomaten ist ein Roman der US-amerikanischen Autorin Fannie Flagg aus dem Jahre 1987. Der Originaltitel lautet Fried Green Tomatoes at the Whistle Stop Café.
Das Buch wurde unter dem Titel Grüne Tomaten (original: Fried Green Tomatoes) auch verfilmt.

## Handlung
Flaggs Roman, der die  Vergangenheit und die Gegenwart verwebt, erzählt von der aufblühenden Freundschaft zwischen Evelyn Couch, einer Hausfrau mittleren Alters, und Ninny Threadgoode, einer älteren Frau, die in einem Pflegeheim lebt.
Jede Woche besucht Evelyn ihre Freundin Ninny, die ihre Erinnerungen an ihre Jugend in Whistle Stop, Alabama, erzählt, wo ihre Schwägerin Idgie und deren Freundin Ruth ein Café betrieben haben.
Diese Geschichten zusammen mit der Freundschaft zu Ninny zeigen Evelyn, wie sie ein neues, erfüllteres Leben beginnen kann.

### Erzählweise
Im Buch wechselt die Autorin zwischen verschiedenen Erzählern und Zeitsträngen. Dabei helfen die Kapitelüberschriften durch Datums- und Ortsangaben dem Leser dabei, sich zu orientieren. Artikel aus der fiktiven Zeitung The Weems Weekly sind in den Verlauf der Erzählung montiert. Deren Verfasserin wohnt in Whistle Stop und gewährt auch Einblicke in das Alltagsleben der Kleinstadt.

### Zeitstränge
Die Geschichte springt zwischen zwei Haupt-Zeitsträngen: Der erste befindet sich in der Mitte der 1980er Jahre. In dieser Zeit besucht Evelyn Couch mit ihrem Mann mehrmals im Jahr das Pflegeheim, in dem ihre Schwiegermutter wohnt. Bei einem Besuch trifft sie eine andere Bewohnerin des Heims: Ninny Threadgoode, die Evelyn aus dem Leben in Whistle Stop erzählt. Die Geschichten, die Mrs. Threadgoode erzählt, spielen in der Zeit von 1920 bis 1969: Das ist die zweite Zeitspanne.
Im Verlauf des Romans entwickeln Ninny und Evelyn eine dauerhafte Freundschaft. Evelyn lernt auch von den Charakteren, denen sie in Ninnys Geschichten begegnet.

#### Ereignisse in Whistle Stop
Ninny wird als kleines Mädchen von der Familie Threadgoode aufgenommen. Später heiratet sie Cleo, einen der Söhne.
Dessen Bruder Buddy und seine kleinste Schwester Idgie sind unzertrennlich. Idgie ist ein sehr burschikoses Mädchen und lernt ebenso wie Buddy ihren Charme einzusetzen. Als dieser bei einem Unfall von einem Zug getötet wird, verschließt sich Idgie vor Trauer und läuft von zuhause fort. Der einzige, der weiß, wo sie sich aufhält, ist Big George, ein afroamerikanischer Arbeiter der Familie. Nichts kann das verletzte Mädchen dazu bringen, wieder nach Hause zurückzukommen oder sich wie eine Dame zu verhalten, bis ein paar Sommer später die viel bewunderte, junge Ruth Jamison nach Alabama kommt, um bei der Familie Threadgoode zu leben, während sie in einer Bibelschule lehrt.
Idgie scheint sich in Ruth zu verlieben oder ist ihr zumindest emotional sehr nahe. Als diese aber nach einiger Zeit nach Georgia zurückkehrt, um einen Mann zu heiraten, dem sie versprochen wurde, läuft Idgie erneut von zuhause weg.
Ruth wird von ihrem Ehemann Frank Bennett misshandelt. Kurz nachdem Ruths Mutter an einer Krankheit gestorben ist, empfängt Idgie eine Nachricht von ihr, dass sie wieder zu ihr zurückwill. Also holen Idgie, Big George und einige Freunde Ruth zurück nach Alabama. Eingeschüchtert von Big George, kann Frank sie dabei nicht hindern. Bald darauf bringt Ruth ihren Sohn Buddy Jr. zur Welt.
Idgies Vater gibt ihnen Geld, um ein Unternehmen zu gründen, damit sie für sich und das Kind sorgen können. Sie verwenden das Geld, um ein Café in Whistle Stop zu kaufen. Dort in der Küche arbeiten Sipsey, die Mutter von Big George, und dessen Frau Onzell.
Idgie und Ruth ziehen gemeinsam Ruths Sohn Buddy jr. groß. Das Café wird während der Weltwirtschaftskrise in den USA unter den Hobos schnell bekannt, weil dort alle Kunden freundlich bedient werden. Einer von diesen Hobos ist Smokey Lonesome, der mit der Zeit beinahe ein Teil der Familie wird und dort lange Zeit bleibt. Idgie und Ruth bedienen von der Hintertür des Cafés aus auch die schwarzen Kunden, obwohl das zu dieser Zeit wegen des Rassismus nicht gerne gesehen wird. Es kommt zu Konfrontationen mit dem Ku-Klux-Klan. Zur selben Zeit kommt ein Polizist aus Georgia in das Café, um nach Ruths vermisstem Ehemann zu suchen, der zuletzt auf dem Weg nach Whistle Stop gesehen wurde. Er findet keine Spuren, kommt jedoch mehrfach wieder, weil ihm das Barbecue so gut schmeckt.
Das Café läuft viele Jahre lang gut. Doch als Ruth 1947 an Krebs stirbt, wird das Café aufgegeben.
Mehrere Jahre später werden Idgie und Big George wegen Mordes an Frank Bennett verhaftet, nachdem Franks Auto in einem See in der Nähe von Whistle Stop gefunden worden ist. Die Anklage wird abgewiesen, als der Pfarrer sie mit einem Meineid entlastet. Bennetts Leiche wird nie gefunden, aber am Ende des Romans erfährt man, dass Sipsey ihn mit einer Bratpfanne erschlagen hat, als er in das Café gekommen war, um Ruths Baby zu entführen. Idgie weiß, dass Sipsey vor einem weißen Gericht keine Chance hätte. Also bereitet Big George mit Franks Leiche ein Barbecue zu, das auch dem Polizisten aus Georgia serviert wird.

#### Evelyns Leben
Durch die Geschichten von Mrs Threadgoode beginnt Evelyn den Sinn ihres Lebens zu hinterfragen. Sie kommt zur Erkenntnis, dass es nicht so wichtig ist, was andere  Leute über sie denken. In belastenden Situationen denkt sie an die tapfere und mutige Idgie. Daraufhin entwickelt sie ein Alter Ego, das sie selbst Towanda nennt und das ihre Gewaltfantasien gegenüber der männlich dominierten Gesellschaft personifiziert. Doch Evelyn bekommt dabei ein schlechtes Gewissen, weil sie sich bei ihren Gewaltfantasien zu gut fühlt. Nachdem sie Ninny davon erzählt, gibt diese Evelyn den Rat, in den Wechseljahren Hormone zu nehmen, wodurch sie dann glücklicher und ausgeglichener wird. Sie nimmt einen Job bei Mary Kay Cosmetics an und übernimmt eine dominantere Rolle in der Beziehung zu ihrem Mann.
Sie bekommt eine neue, positivere Einstellung zum Leben, sodass sie auf eine Schönheitsfarm geht, um Gewicht zu verlieren. Während sie dort ist, bekommt sie einen Brief, in dem steht, dass Ninny gestorben ist und ihr eine Schachtel voller Bilder aus ihrem Leben hinterlassen hat. Das Ende des Romans zeigt, dass einige Personen, die in Whistle Stop gewohnt haben, noch am Leben sind.

## Zentrale Themen des Romans
- Homosexualität und Gesellschaft, angedeutet an der Beziehung von Idgie und Ruth
- Die Stellung der Frau in der Ehe und der Gesellschaft wird in verschiedensten Facetten gezeigt:
  - Häusliche Gewalt in Ruths und Franks Ehe
  - Schutzlosigkeit der Frau gegenüber sexueller Gewalt bei Franks Vergewaltigungsopfern
  - Stabilisierende Rolle der Frau bei der Aufrechterhaltung einer Beziehung im Fall von Evelyn und Ed
  - Dominanz der Frau am Beispiel von Vesta Adcock
  - Offenes Ausleben der eigenen Sexualität bei Eva Bates
  - Durchbrechung der klassischen Rolle bis hin zur Annahme einer eher männertypischen Position bei Idgie
- Die Bedeutung von Freundschaft etwa im Verhältnis von Ninny und Evelyn oder zwischen Idgie und Big George bzw. Eva Bates
- Verhältnis zwischen Recht und Gerechtigkeitsempfinden illustriert am Prozess um den Mord an Frank Bennet und der Falschaussage des Pfarrers
- Verhältnis der schwarzen und weißen Bevölkerung in den Südstaaten der USA mit Darstellung der Segregation im Café und der Aktivitäten des Ku-Klux-Klans und der Ungleichbehandlung von Seiten der Justiz
- Umgang mit Behinderungen am Beispiel von Ninnys geistig behindertem Sohn Albert und dem verstümmelten Buddy jr.
- Darstellung der Vielgestaltigkeit und Fremdheit religiöser Praktiken verschiedener christlicher Kirchen in den USA
- Das Leben von Landstreichern wird am Beispiel von Smokey Lonesome gezeigt.

## Einflüsse
Das Irondale Cáfe in Irondale (Alabama) inspirierte Fannie Flagg zu ihrem Buch. Das Café wird heute noch betrieben und ist wie das Whistle Stop Café für seine gebratenen grünen Tomaten bekannt. 